# 近藤正臣の味覚人情報
『近藤正臣の味覚人情報』（こんどうまさおみのみかくにんじょうほう）は、TBS系列ほかで放送されていた毎日放送製作の料理番組・情報番組である。全24回。製作局の毎日放送では、1992年4月16日から同年9月24日まで毎週木曜 19:30 - 20:00（日本標準時）に放送。

## 番組概要
当時関西ローカルで15年間放送されていた『あまからアベニュー』のコンセプトを生かした味覚をテーマにした番組で、毎回料理情報を紹介していた。案内人は近藤正臣が務めていた。
この番組が放送されていた木曜19:30枠はそれまでTBS製作枠となっていたが、毎日放送製作枠であった日曜19:00枠との交換により、本番組の放送期間中における半年間は毎日放送製作枠となった。

### わずか半年で終了
鶴の一声が上がり、1992年10月、この時間帯に1時間の帯番組枠『ムーブ』（TBS製作）を編成することになったため、本番組は半年で終了。
この時間帯は再びTBS製作枠となり、毎日放送製作枠は土曜18:00枠に移動となった。

## スタッフ
- ナレーター：前塚厚志（後の前塚あつし）
- 製作著作：毎日放送

## エンディングテーマ
- 「Golden sunshine day」（河合奈保子）

## 放送リスト
| 回 | 放送日 （1992年） | テーマ           |
| -- | ----------------- | ---------------- |
| 1  | 4月16日           | 京の弁当         |
| 2  | 4月23日           | 焼肉店           |
| 3  | 4月30日           | 江戸前寿司       |
| 4  | 5月7日            | ちゃんこ鍋       |
| 5  | 5月14日           | タイ料理         |
| 6  | 5月21日           | お好み焼き       |
| 7  | 5月28日           | うどん           |
| 8  | 6月4日            | ギョーザ         |
| 9  | 6月11日           | スペイン料理     |
| 10 | 6月18日           | コロッケ         |
| 11 | 6月25日           | 北海道の味覚     |
| 12 | 7月2日            | スタミナ料理     |
| 13 | 7月9日            | 長良川の清流料理 |
| 14 | 7月16日           | ウナギ料理       |
| 15 | 7月23日           | 冷たい麺         |
| 16 | 7月30日           | 天ぷら           |
| 17 | 8月6日            | 焼き鳥           |
| 18 | 8月13日           | カレーライス     |
| 19 | 8月20日           | トンカツ         |
| 20 | 8月27日           | 京懐石料理       |
| 21 | 9月3日            | 丼料理           |
| 22 | 9月10日           | エビ料理         |
| 23 | 9月17日           | ラーメン         |
| 24 | 9月24日           | すき焼き         |

参考：『毎日新聞縮刷版』毎日新聞社、1992年4月16日 - 同年9月24日付のラジオ・テレビ欄。

## ネット局
| 放送対象地域   | 放送局             | 系列           | ネット形態 |
| -------------- | ------------------ | -------------- | ---------- |
| 近畿広域圏     | 毎日放送           | TBS系列        | 製作局     |
| 関東広域圏     | TBS                | TBS系列        | 同時ネット |
| 北海道         | 北海道放送         | TBS系列        | 同時ネット |
| 青森県         | 青森テレビ         | TBS系列        | 同時ネット |
| 岩手県         | 岩手放送           | TBS系列        | 同時ネット |
| 宮城県         | 東北放送           | TBS系列        | 同時ネット |
| 秋田県         | 秋田放送           | 日本テレビ系列 | 遅れネット |
| 山形県         | テレビユー山形     | TBS系列        | 同時ネット |
| 福島県         | テレビユー福島     | TBS系列        | 同時ネット |
| 新潟県         | 新潟放送           | TBS系列        | 同時ネット |
| 長野県         | 信越放送           | TBS系列        | 同時ネット |
| 山梨県         | テレビ山梨         | TBS系列        | 同時ネット |
| 静岡県         | 静岡放送           | TBS系列        | 同時ネット |
| 富山県         | チューリップテレビ | TBS系列        | 同時ネット |
| 石川県         | 北陸放送           | TBS系列        | 同時ネット |
| 福井県         | 福井テレビ         | フジテレビ系列 | 遅れネット |
| 中京広域圏     | 中部日本放送       | TBS系列        | 同時ネット |
| 島根県・鳥取県 | 山陰放送           | TBS系列        | 同時ネット |
| 広島県         | 中国放送           | TBS系列        | 同時ネット |
| 山口県         | テレビ山口         | TBS系列        | 同時ネット |
| 香川県・岡山県 | 山陽放送           | TBS系列        | 同時ネット |
| 愛媛県         | 南海放送           | 日本テレビ系列 | 遅れネット |
| 高知県         | テレビ高知         | TBS系列        | 同時ネット |
| 徳島県         | 四国放送           | 日本テレビ系列 | 遅れネット |
| 福岡県         | RKB毎日放送        | TBS系列        | 同時ネット |
| 長崎県         | 長崎放送           | TBS系列        | 同時ネット |
| 熊本県         | 熊本放送           | TBS系列        | 同時ネット |
| 大分県         | 大分放送           | TBS系列        | 同時ネット |
| 宮崎県         | 宮崎放送           | TBS系列        | 同時ネット |
| 鹿児島県       | 南日本放送         | TBS系列        | 同時ネット |
| 沖縄県         | 琉球放送           | TBS系列        | 同時ネット |